# اسودو، ونزوئلا
اسودو، ونزوئلا (به اسپانیایی: Acevedo, Venezuela) یک سکونتگاه مسکونی در ونزوئلا است که در ایالت میراندا واقع شده‌است.

## خصوصیات
اسودو ۸۸٬۲۸۹ نفر جمعیت دارد.